# Raión de Lepiel
Lépiel (en bielorruso: Лепельскі раён) es un raión o distrito de Bielorrusia, en la provincia (óblast) de Minsk. 
Comprende una superficie de 1822 km².
El centro administrativo es la ciudad de Lépiel.

## Demografía
Según estimación 2010 contaba con una población total de 35367 habitantes.

## Subdivisiones
Comprende la ciudad subdistrital de Lépiel y los siguientes selsoviets:
- Babrova
- Barowka
- Nóvyya Valósavichy
- Gorki
- Domzharytsy
- Kamen
- Lépiel
- Slabada
- Stai